# Engelbert Endrass
Engelbert Endrass, Engelbert Endraß (ur. 2 marca 1911 w Bambergu, zm. 21 grudnia 1941 na Atlantyku) – niemiecki oficer, dowódca okrętów podwodnych (U-Bootów) z okresu II wojny światowej.
Początkowo pływał we flocie handlowej. Karierę w marynarce wojennej rozpoczął w kwietniu 1935 roku, na okrętach nawodnych; od 1937 – podwodnych. Od grudnia 1938 roku służył na U-47. 6 września 1939 odznaczony został Krzyżem Hiszpanii. Na początku wojny jako pierwszy oficer wachtowy wziął udział w śmiałym ataku na bazę morską Scapa Flow, kiedy to U-47 pod dowództwem Günthera Priena zatopił pancernik HMS „Royal Oak”. 25 września przyznano mu Krzyż Żelazny 2 klasy, 17 października 1939 Krzyż Żelazny 1 klasy.
W maju 1940 roku Endrass objął dowództwo U-46. Podczas pierwszego rejsu bojowego (czerwiec – lipiec 1940) zatopił pięć nieprzyjacielskich jednostek, w tym krążownik pomocniczy HMS „Carinthia”. Podczas drugiego (sierpień  – wrzesień 1940) – pięć kolejnych, wliczając w to krążownik pomocniczy HMS „Dunvegan Castle”. 5 września 1940 otrzymał Krzyż Rycerski z Liśćmi Dębu jako Oberleutnant zur See i dowódca U-46.
We wrześniu 1941 roku objął dowództwo U-567.
Engelbert Endrass zginął 21 grudnia 1941 roku na północny wschód od Azorów, podczas drugiego patrolu na nowym okręcie. Sprawcami zatopienia były: slup HMS „Deptford” i korweta HMS „Samphire”.
Engelbert Endrass podczas 10 patroli bojowych zatopił 20 statków o łącznej pojemności 83.444 BRT, dwa okręty pomocnicze (łącznie 35.284 BRT) i uszkodził cztery statki (łącznie 25.491 BRT).